# ジーエス・ユアサコーポレーション
株式会社ジーエス・ユアサコーポレーション（英: GS Yuasa International Ltd.）は、旧・日本電池と旧・ユアサコーポレーションが2004年に経営統合して誕生した純粋持株会社である。東京証券取引所プライム市場に上場。日経平均株価の構成銘柄の一つ。

## 概要
自動車用電池、産業用電池、電力貯蔵用電池、特殊電池、燃料電池などの電池や比較的大規模の電源装置を中心に開発・製造・販売をしている。自動車・二輪車用の鉛蓄電池で国内の市場占有率は首位、世界でも第2位の市場占有率を持つ。バッテリー会社としての印象が強いが、バックアップ電源システムや無停電電源装置などのシェア率は国内首位である。
ちなみに「ジーエス（GS）」とは旧・日本電池のブランドであり、創業者である島津源蔵（Genzo Shimazu）のイニシャルに由来する。

## 沿革

### GS（日本電池）
- 1895年 - 島津源蔵 (2代目)、日本で初めて鉛蓄電池を製造
- 1908年 - 商標「GS」を使用開始
- 1917年 - 日本電池株式会社を設立
- 1919年 - 自動車用電池の製造開始
- 1933年 - ガラス製水銀整流器の製造開始
- 1938年 - アルカリ電池の製造開始
- 1940年 - 超高圧水銀灯を開発
- 1966年 - サイアムGSバッテリー（タイ）設立
- 1993年 - 角形リチウムイオン電池を開発
- 1995年 - 産業用鉛蓄電池の製造・販売会社 山東華日電池有限公司　設立
- 1997年 - リチウムイオン電池の製造・販売会社「ジーエス・メルコテック」（後の三洋ジーエスソフトエナジー）を設立。産業用電源装置の製造・販売会社「北京日佳電源有限公司」設立。「GS Battery Vietnam Co., Ltd.」設立。
- 2002年 - 電気車用鉛蓄電池製造・販売会社「杰士電池有限公司」設立。

### YUASA（ユアサコーポレーション）
- 1913年 - 12代湯浅七左衛門（早川千吉郎の弟[4]）は金属の電解科学に関する研究を開始
- 1915年 - 大阪府泉北郡向井町（現堺市堺区）の湯浅鉄工所内に湯浅蓄電池製造所を設け、蓄電池の生産に着手
- 1918年 - 湯浅蓄電池製造株式会社を設立
- 1920年 - 自動車用電池を生産開始。据置電池用チュードル型極板も完成
- 1924年 - 乾電池の研究に着手。翌年生産販売を開始
- 1930年 - 国産初の電気バス（YKN型）に蓄電池を提供
- 1949年 - 再建整備計画に基づき、湯浅乾電池株式会社を分離独立
- 1950年 - 湯浅乾電池株式会社が湯浅蓄電池製造株式会社を合併し湯浅電池株式会社に商号変更
- 1963年 - ユアサバッテリー（タイ）設立
- 1966年 - 日本で初めて完全即用式液別電池を発売
- 1972年 - 超薄膜ユミクロンセパレーターによる高性能ユミクロン電池発売
- 1992年 - 商号を株式会社ユアサコーポレーションに変更

### ジーエス・ユアサ コーポレーション（GSユアサ）
- 2004年4月 - 日本電池とユアサコーポレーションが株式移転により、持株会社である株式会社ジーエス・ユアサコーポレーションを設立。
- 2004年6月 - 日本電池とユアサコーポレーションの事業を会社分割により9社に承継（ジーエス・ユアサマニュファクチュアリング、ジーエス・ユアサバッテリー、ジーエス・ユアサパワーサプライなどを設立）[5]。
- 2005年10月 - インドのタタグループと合弁会社AutoComp GY Batteries Pvt. Ltd.を設立。
- 2005年 - ボーイング社の次世代旅客機「787」に搭載される電池をフランスのタレス社から受注。
- 2006年1月 - 日本電池がユアサコーポレーションを吸収合併し、株式会社ジーエス・ユアサインダストリーに商号変更[6]。
- 2007年1月 - ジーエス・ユアサパワーサプライが、ジーエス・ユアサマニュファクチュアリング及びジーエス・ユアサインダストリーを吸収合併[7]。
- 2007年12月 - 三菱商事、三菱自動車工業と合弁会社リチウムエナジージャパンを設立。
- 2009年4月 - 本田技研工業と合弁会社ブルーエナジーを設立。
- 2010年4月 - ジーエス・ユアサパワーサプライが、ジーエス・ユアサコーポレーションの子会社株式を含む事業管理・研究開発機能を継承するとともに、ジーエス・ユアサビジネスサポートとジーエス・ユアサインターナショナルを吸収合併し、株式会社GSユアサに商号変更[8]。
- 2013年 - GSユアサ、ロバート・ボッシュ、三菱商事の3社で合弁会社Lithium Energy and Power GmbH&Co.KGを設立。
- 2014年 - GS Yuasa Asia Technical Center Ltd.（タイ）設立。
- 2015年 - Inci Holding A.SとInci GS Yuasa Aku Sanayi ve Ticaret Anonim Sirketi をトルコに設立。
- 2016年 - パナソニック ストレージバッテリー株式会社の株式85.1％を取得し、パナソニックの鉛蓄電池事業を継承[9]。10月3日付で同社の商号をGSユアサエナジーに変更。
- 2017年10月 - 海外初のリチウムイオンバッテリー生産拠点となるGS Yuasa Hungary Ltd.(ハンガリー)　設立。
- 2018年1月 - Siam GS Battery Myanmar Limited(ミャンマー)　設立。
- 2021年5月 - サンケン電気の社会システム事業を譲受。
- 2021年6月 - PT. YUASA INDUSTRIAL BATTERY INDONESIA(インドネシア)　設立。
- 2023年5月 - 本田技研工業と合弁会社Honda・GS Yuasa EV Battery R&Dを設立。

## 事業所
- 本社
  - 〒601-8520京都市南区吉祥院西ノ庄猪之馬場町1番地
- 研究所 - 京都、小田原、福知山
- 工場 - 京都、群馬、小田原、福知山、草津、栗東
- 海外拠点 - アメリカ、イギリス、ハンガリー、トルコ、タイ、インドネシア、マレーシア、ベトナム、ミャンマー、パキスタン、インド、オーストラリア、中国、台湾

## 事業会社
GSユアサ
自動車用・産業用各種電池、電源システム、受変電設備、照明機器、紫外線応用機器、特機機器、その他の電気機器の製造・販売。
ジーエス・ユアサバッテリー
補修用自動車電池、自動車関連商品の販売。
ジーエス・ユアサテクノロジー
その他電池（宇宙から海洋で使用する特殊電池）の製造・販売。
ジーエス・ユアサアカウンティングサービス
子会社ファイナンス、経理事務。
ジーエス・ユアサフィールディングス
総合エンジニアリングサービス。
ブルーエナジー
自動車向け高性能リチウムイオン電池の製造・販売。
リチウムエナジージャパン
大型リチウムイオン電池の開発・製造・販売。
GSユアサエナジー
自動車用、電動車両用および産業用鉛蓄電池の製造・販売。

## その他

### F1との関わり
イギリスに拠点を置くF1チーム、マクラーレンに1991年よりバッテリー供給を行っている。

### ボーイング787のバッテリー問題
詳細はボーイング787のバッテリー問題を参照

### 宇宙開発との関わり
人工衛星や国際宇宙ステーション（ISS）などで使用されているバッテリーを供給している。2015年8月19日に打ち上げられたH-IIBロケット5号機、及び搭載された宇宙ステーション補給機「こうのとり5号機」にも使用された。

### バレーボールとの関わり
イタリアセリエAに2024-25シーズンに初昇格したユアサバッテリー・グロッタッツォリーナのスポンサーを2023年から務めている。